# Odziena

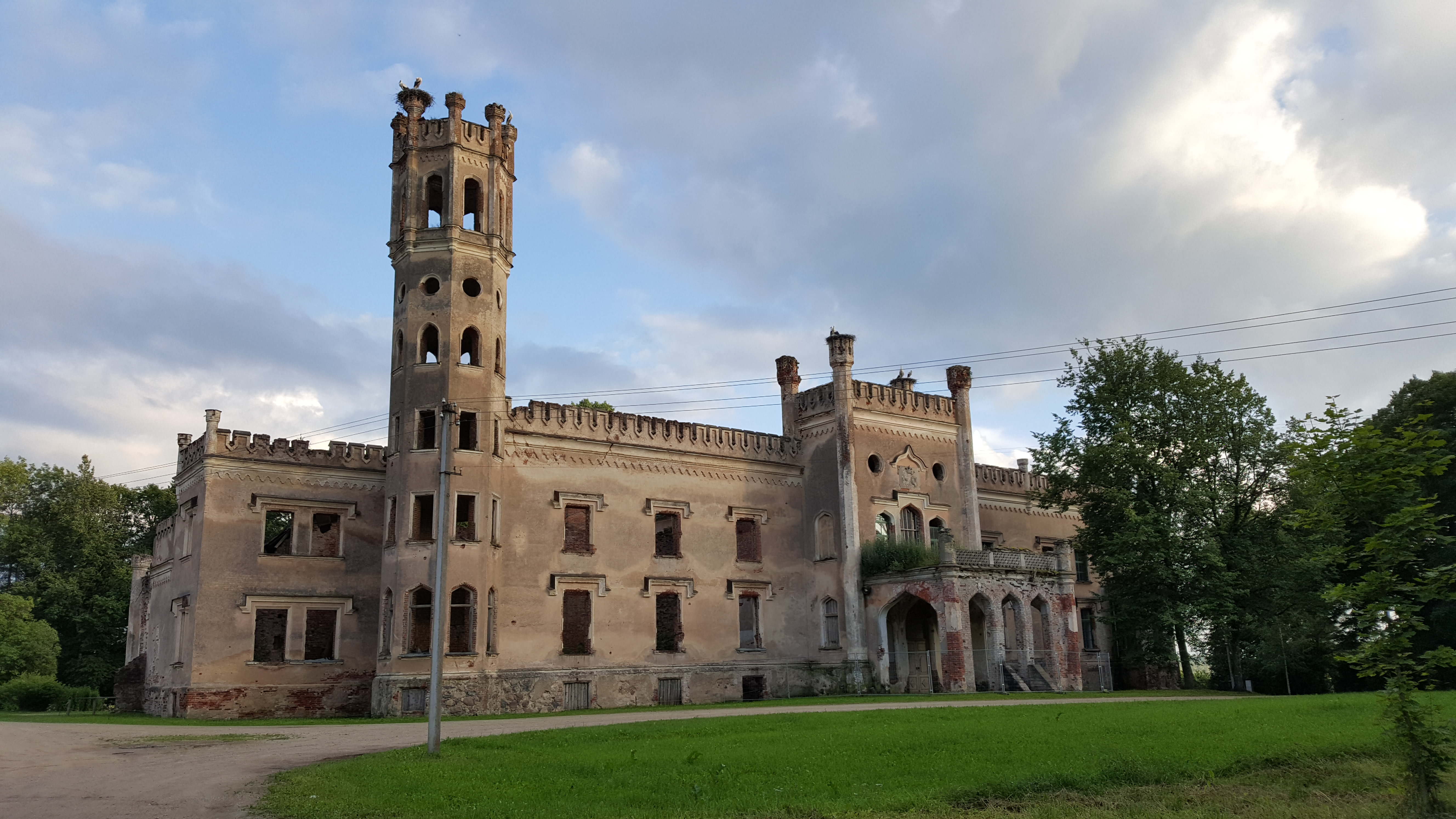
Ruine des Herrenhauses in Odziena

Odziena (deutsch: Odensee) ist ein Ort im Osten Lettlands in der Gemeinde Vietalva im Bezirk Aizkraukle. Der Ort liegt in Vidzeme, dem historischen Livland, an der Autostraße P78 11 km vom Pļaviņas und 100 km von Riga entfernt. Im Ort gibt es einen Kaufladen, eine Schule und ein Gasthaus.

## Geschichte
Der Ort bildete sich um das Rittergut Odensee. Seit 1455 war es im Besitz der Familie von Tiesenhausen, seit etwa 1720 im Besitz der Familie von Brummer. Während der Revolution 1905 wurde das in den 1860er Jahren im neugotischen Stil errichtete Herrenhaus niedergebrannt. Es ist seitdem als Ruine erhalten, deren Wiederaufbau inzwischen im Gange ist. In der ehemaligen Molkerei des Herrenhauskomplexes wird seit 2014 eine Brauerei mit einem Restaurant betrieben.